# کلیفورد چنس
کلیفورد چنس (به انگلیسی: Clifford Chance) یک شرکت حقوقی چندملیتی است که در سال ۱۹۸۷ در لندن از طریق ادغام دو شرکت حقوقی کلیفورد ترنر و کاورد چنس تأسیس شد. این شرکت بیش از ۳٬۴۰۰ وکیل و در ۳۵ دفتر در ۲۵ کشور دارد. دفتر مرکزی این شرکت در لندن واقع است.
درآمد این شرکت در سال مالی ۲۰۱۲-۲۰۱۳ معادل ۱٫۲۷۱ میلیارد پوند بود که از سود آن ۱ میلیون پوند به هر شریک شرکت تعلق گرفت.

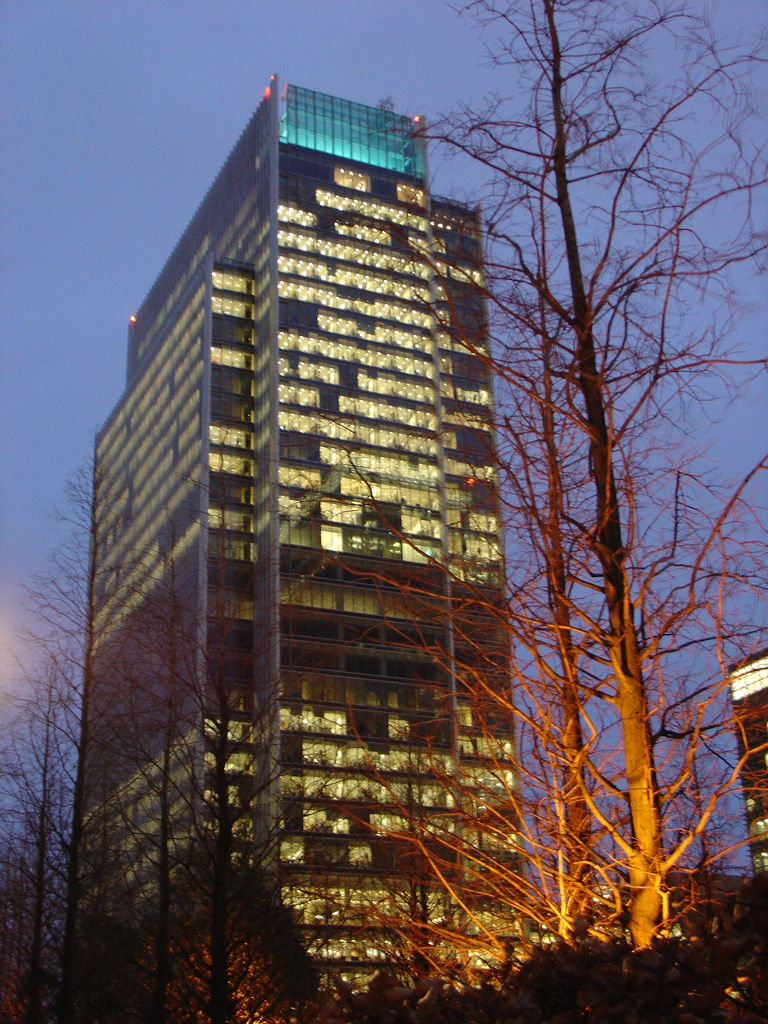
دفتر مرکزی شرکت در لندن